# Yauna
El yauna (Yahuna, Yaúna, Yayuna) és una llengua tucana latent i possiblement morta parlada pels yauna que viuen als rius Apaporis i Miriti al departament de l'Amazones, a Colòmbia. També tenia els dialectes de datana i opaina. La 14a edició d'Ethnologue considera que la llengua està morta. Actualment parlen la llengua macuna.